# Chanea suukyii
Chanea suukyii là một loài nhện trong họ Mysmenidae.
Loài này thuộc chi Chanea. Chanea suukyii được miêu tả năm 2009 bởi Miller, Griswold & Yin.